# دواهووا
دواهووا (به لاتین: Dewahuwa) یک منطقهٔ مسکونی در سری‌لانکا است که در دبیرخانه بخش دامبولا واقع شده‌است.